# Acontia bohemanni
Acontia bohemanni är en fjärilsart som beskrevs av Hans Daniel Johan Wallengren 1856. Acontia bohemanni ingår i släktet Acontia och familjen nattflyn. Inga underarter finns listade i Catalogue of Life.